# РАПІРА
РАПІРА — Розширений Адаптований Поплан-Інтерпретатор, Редактор, Архів — процедурна мова програмування. Розроблено на початку 1980-х років в СРСР як засіб переходу від більш простих мов (зокрема, навчальної мови Робік) до мов високого рівня. Синтаксис побудований на основі російської лексики. Мова використовувався в школах для вивчення інформатики. Викладання на Рапірі велося в «Заочній школі програмування» в журналі « Квант » з початку 1980 року.
Як видно з розшифровки назви мови, мова РАПІРА спочатку була реалізована як набір макророзширень на базі мови ПОПЛАН — інтерпретатора мови POP-2  для БЕСМ-6 .  Деякі синтаксичні конструкції були перенесені з мови Сетл.
Мова Рапіра була реалізована для БЕСМ-6, а потім для першої радянської ПЕОМ «Агат» на початку 1980-х років силами кількох студентів і випускників Новосибірського державного університету під керівництвом Г. А. Звенигородського, за участю школярів, у тому числі на Всесоюзних літніх школах юних програмістів (ВЛШЮП, 1982 р).  За своїми можливостями мова не поступалася іншим відомим на той час навчальним мовам.
Існували також реалізації мови Рапіра для КУВТ УКНЦ і Ямаха КУВТ , а також для ЄС ЕОМ (1982 р керівник розробки на Алгол-68 — проф., Терехов).

## Погляд на мову
Ідентифікатори можуть використовувати букви як латинки так і кирилиці, цифри і символ підкреслення. Мова є регістро-незалежною.
Ключові (зарезервовані) слова:
```
ВОЗВРАТ   ИНАЧЕ     ПРОЦ
ВСЕ       КНЦ       ФУН
ДО        ОТ        ШАГ
ЕСЛИ      ПОВТОР
```

Приклад програми «Здрастуй, світе!» :

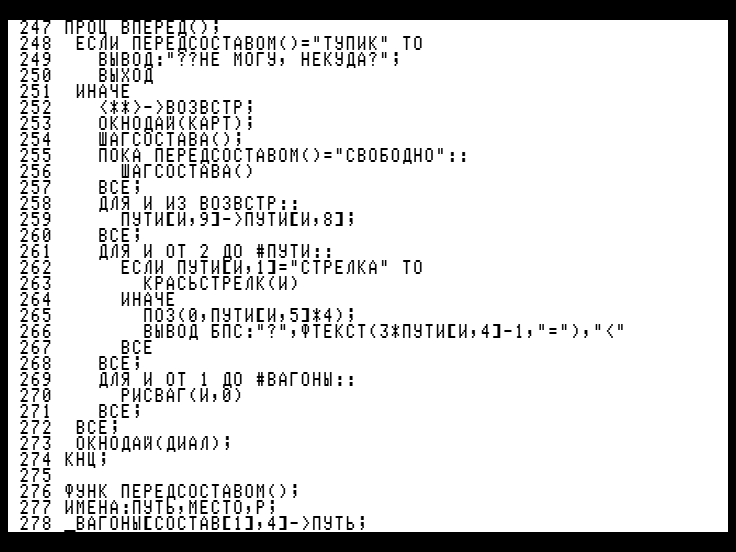
Фрагмент програми на РАПІРА на ПЕОМ «Агат»

```
ПРОЦ СТАРТ();
    ВЫВОД: "ПРИВІТ, СВІТЕ!";
КНЦ;
```